# فيتور هوجو
فيتور هوجو (بالبرتغالية: Vitor Hugo Franchescoli de Souza‏) (20 مايو 1991 في البرازيل - ) هو لاعب كرة قدم برازيلي في مركز الدفاع. لعب مع سانتو أندريه وفيورنتينا ونادي بالميراس ونادي سبورت ريسيفه ونادي سيارا ونادي إيتوانو ونادي أمريكا.

## وصلات خارجية
- فيتور هوجو على موقع الاتحاد الأوربي (الإنجليزية)
- فيتور هوجو على موقع اتحاد تركيا (لاعب) (الإنجليزية)
- فيتور هوجو على موقع قاعدة بيانات كرة القدم.إي يو (الإنجليزية)
- فيتور هوجو على موقع ليكيب (الفرنسية)
- فيتور هوجو على موقع Soccerway.com (الإنجليزية)